# Fruela I. Asturski
Fruela I., imenovan tudi Froila I. z vzdevkom Kruti, je bil od leta 757 do smrti v atentatu  kralj Asturije, * okoli 722, † 14. januar 768. 
Bil je najstarejši sin Alfonza I. in je nadaljeval očetovo vojno proti Mavrom. Pelayo, njegov stari oče po materini strani, je bil ustanovitelj Asturskega kraljestva.
Med svojo vladavino je zatrl upore Baskov in Galičanov. Po zmagi nad Baski se je poročil z baskovsko plemkinjo Munijo iz Alave.  Baskija je bila po uporu relativno nedotaknjena, v nasprotju z njo pa je bila Galicija povsem opustošena. Fruela je premagal kordovsko vojsko, ki jo je vodil Omar, sin Abd al-Rahmana I. Omar je bil med bitko ubit. Med njegovo vladavino je bilo ustanovljeno mesto Oviedo, potem ko sta opat Máximo in njegov stric Fromestano leta 761 tam postavila cerkev v čast sv. Vincencija. 
Fruela je osebno umoril svojega brata Vimarana, zaradi česar je dobil vzdevek "Kruti". Umoril ga je zaradi Vimaranove priljubljenosti in strahu, da mu bo prevzel prestol. Za umor se je kasneje pokesal in sprejel Vimaranovega sina Vermuda za svojega. Vimaranov umor je kljub temu tako razjezil plemstvo, da so ga njegovi možje v Cangas de Onísu umorili. Nasledil ga je njegov bratranec Avrelij. Fruelov sin Alfonz je kasneje postal kralj Asturije. Fruela in njegova žena Munija sta skupaj pokopana v stolnici v Oviedu.